# Neuvy-en-Dunois
 Neuvy-en-Dunois  là một xã thuộc tỉnh Eure-et-Loir trong vùng Centre-Val de Loire ở bắc trung bộ nước Pháp. Xã này nằm ở khu vực có độ cao trung bình 143 mét trên mực nước biển.